# 進擊的巨人 (遊戲)
《進擊的巨人》是由Omega Force開發、光榮特庫摩發行的動作砍殺遊戲，改編自日本漫畫家諫山創創作的同名漫畫作品。遊戲在日本於2016年2月18日在PlayStation 3、PlayStation 4和PlayStation Vita上發售。遊戲亦於西方地區發佈Xbox One和Microsoft Windows的後續版本。

## 開發
該遊戲由Omega Force開發、光榮特庫摩發行，並在Gamescom上首次公佈。2015年11月6日，除了典藏版的詳細信息外，還發佈了新的預告片。該遊戲於日本在PlayStation 3、PlayStation 4和PlayStation Vita上發售。光榮在西方地區發佈Xbox One和Microsoft Windows的後續版本。

## 評價
該遊戲在日本首週銷量約150,682張，該週銷量超越《快打旋風V》。截至4月28日，光榮特庫摩宣佈已在日本累計售出28萬張。據光榮特庫摩的2016/17財政年度報告指出，該遊戲在西方已售出350,000張，全球累計銷量達70萬張。

## 續作
續作《進擊的巨人2》在2017年8月公佈，並於2018年3月發售。

## 外部連結
- 官方网站：繁體中文、日本、北美